# Чеський лев
Чеський лев — премія Чеської академії кіно і телебачення, головна щорічна національна кінопремія Чеської Республіки.
Премія присуджується з 1993 року. Журі, що складається з кількох десятків членів Чеської академії кіно і телебачення, оцінює фільми, прем'єри яких відбулися у попередньому році. На урочистій церемонії, що проходить у кінці січня — початку лютого, переможцям вручається кришталева статуетка Білого чеського лева.
Першим фільмом, який отримав «Чеського лева», була музична комедія режисера Яна Гржебейка «Шакалье час» (1993). Драма режисера Яна Сверака «Коля» (1996), стала переможцем в шести номінаціях.

## Номінації
- Кращий фільм
- Краща режисура
- Кращий сценарій
- Краща головна чоловіча роль
- Краща головна жіноча роль
- Краща чоловіча роль другого плану
- Краща жіноча роль другого плану
- Кращий документальний фільм
- Краща операторська робота
- Найкраща музика
- Найкращий монтаж
- Кращий звук
- Краща робота художника-постановника
- Приз глядацьких симпатій
- Премія кінокритиків кращому художньому фільму
- Премія кінокритиків кращому документальному фільму
- Кращий кіноплакат
- Кращий зарубіжний фільм
- Приз за багаторічний внесок у чеський кінематограф